# Helodermowate
Helodermowate (Helodermatidae) – rodzina jaszczurek obejmująca rodzaj Heloderma z sześcioma gatunkami (pięcioma współczesnymi) oraz kilka rodzajów wymarłych.

## Morfologia
Głowa płaska, szeroka, tępo zaokrąglona. Oczy nieproporcjonalnie małe. Ciało krępe. Tułów gruby wałkowaty. Ogon stosunkowo krótki, wałkowaty, będący magazynem tłuszczu. Widoczne błony bębenkowe. Skóra szorstka i twarda, pokryta małymi ziarnistymi łuskami. Odnóża grube z masywnymi pazurami. Ubarwienie jaskrawe ostrzegawcze lub odstraszające. Gruczoły jadowe w żuchwie jako parzyste twory. Zęby ostre, ponad centymetrowe, osadzone na bocznych wewnętrznych powierzchniach kości żuchwy (pleurodontyzm). Jad na małe kręgowce działa podobnie do jadu grzechotnika teksaskiego. Wzrok słaby, węch dobrze rozwinięty (narząd Jacobsona).
Helodermy meksykańskie są większe od arizońskich – największe osobniki osiągają 1 m długości i ważą około 2 kg.

## Biologia
BiotopObszary pustynne
PokarmMałe kręgowce, owady, dżdżownice, jaja gadów i ptaków. Żerują prawie wyłącznie w porze deszczowej, a w pozostałym okresie korzystają z zapasów tłuszczu nagromadzonych w ogonie.
ZachowanieProwadzą nocny tryb życia, dzień spędzają w wygrzebanych przez siebie jamach. Są powolne i ociężałe.
RozmnażanieSamica składa do jam w wilgotnej ziemi jaja w pergaminowatych osłonkach.
WystępowanieAmeryka Północna – od południowo-zachodnich USA przez Meksyk po Gwatemalę.

## Klasyfikacja
Helodermatidae są obecnie bardzo nieliczną rodziną, jednak jeszcze w trzeciorzędzie były szeroko rozprzestrzenione w Ameryce Północnej. Helodermowate są powszechnie zaliczane do grupy Varanoidea, obejmującej również m.in. rodzinę waranowatych. Dokładne pokrewieństwo wewnątrz Varanoidea pozostaje niejasne, jednak większość naukowców zgadza się, że takson ten składa się z dwóch głównych grup: Monstersauria, której jedynymi współczesnymi przedstawicielami są helodermy, oraz kladu obejmującego rodzaje Varanus i Lanthanotus (przez niektórych naukowców zaliczane do rodziny Varanidae, a przez innych do odrębnych Varanidae i Lanthanotidae). Analizy filogenetyczne wykorzystujące cechy molekularne sugerują jednak, że Helodermatidae są bliżej spokrewnione z padalcowatymi i Shinisauridae niż z waranami. Niektórzy naukowcy w ogóle wyłączali Monstersauria z Varanoidea.
Nazwa Helodermatidae w rozumieniu Norella i Gao (1997) odnosi się jedynie do grupy koronowej, co oznacza, że do tak definiowanych helodermowatych należałyby jedynie współczesne helodermy, ich ostatni wspólny przodek i wszyscy jego potomkowie. Tak definiowane Helodermatidae nie są jednak zgodne z tradycyjnym rozumieniem tej grupy, gdyż przeważnie zaliczano do niej również rodzaje Eurheloderma i Lowesaurus, dlatego Conrad (2008) przedefiniował Helodermatidae tak, by obejmowały ostatniego wspólnego przodka tych dwóch rodzajów oraz Heloderma i wszystkich jego potomków. Do helodermowatych w rozumieniu Conrada oprócz tych rodzajów mogłyby należeć również Gobiderma, Palaeosaniwa i Estesia, tylko Estesia, lub przypuszczalnie żaden z powyższych rodzajów.

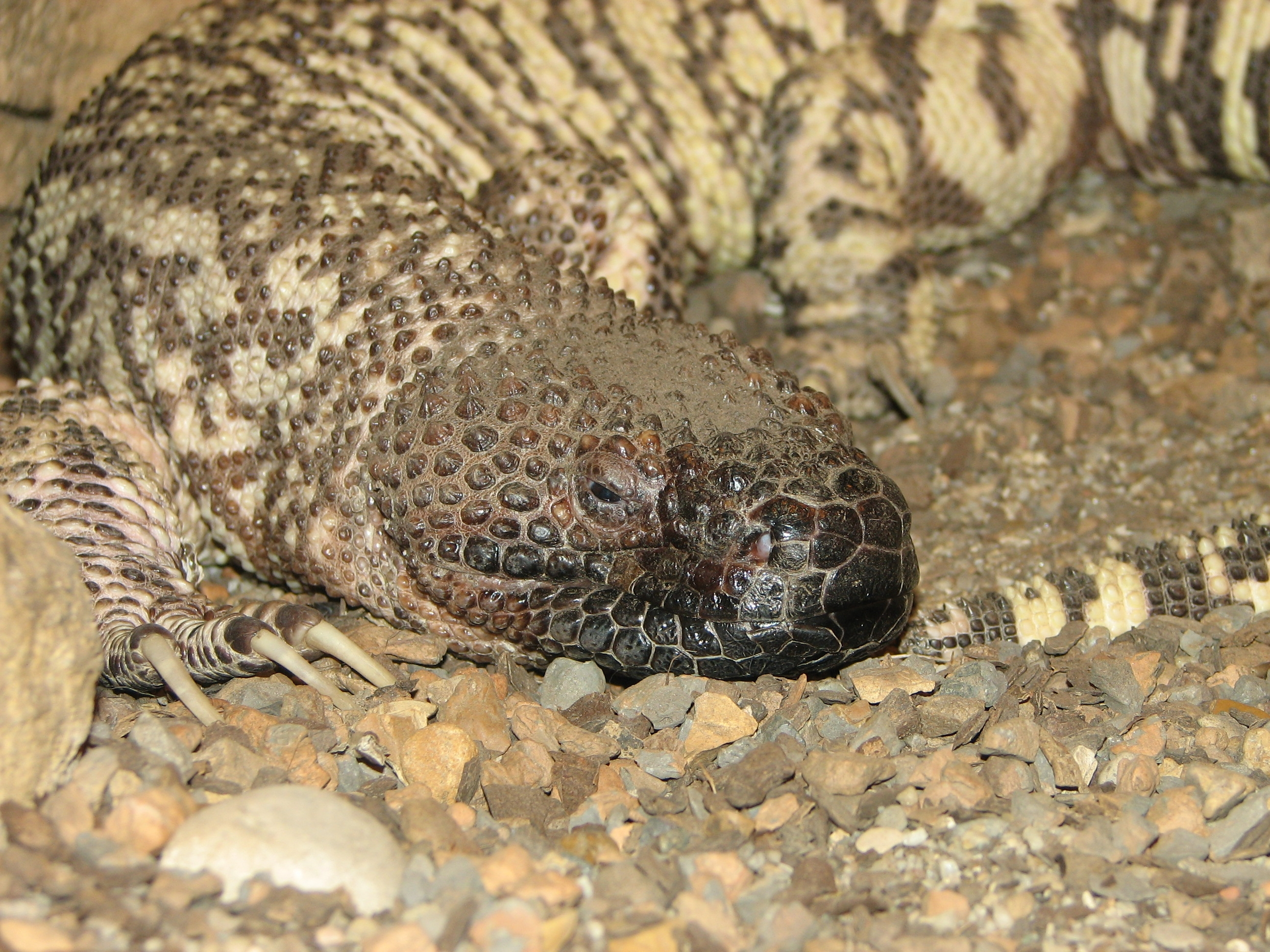
Heloderma meksykańska

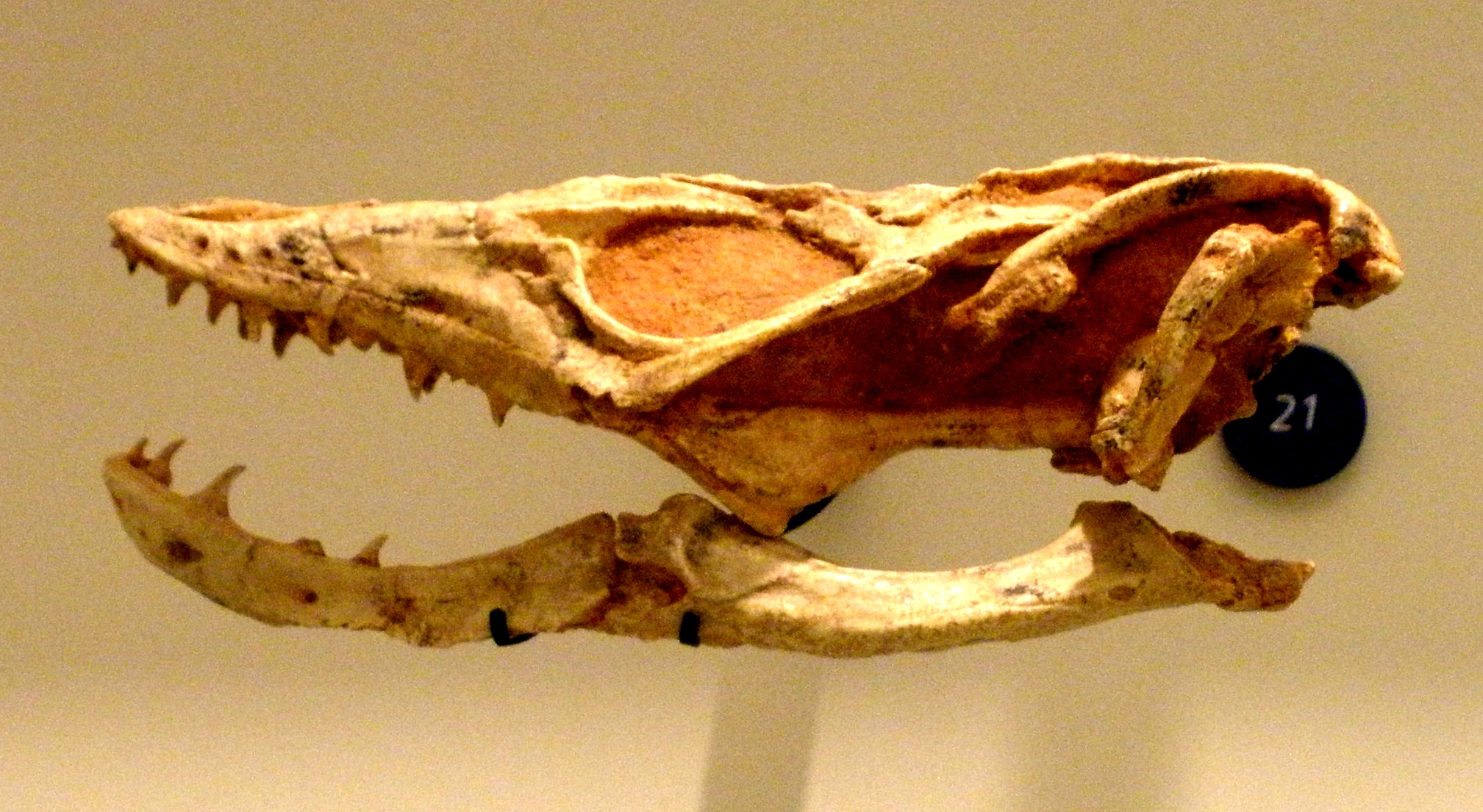
Estesia mongoliensis – potencjalny przedstawiciel Helodermatidae z późnej kredy

|  | Estesia                                                  |
|  |                                                          |
|  | \| \| Lowesaurus \| \| \| \| \| \| Heloderma \| \| \| \| |
|  |                                                          |
|  | Lowesaurus                                               |
|  |                                                          |
|  | Heloderma                                                |
|  |                                                          |

|  | Lowesaurus |
|  |            |
|  | Heloderma  |
|  |            |

|  | Estesia                                                  |
|  |                                                          |
|  | \| \| Lowesaurus \| \| \| \| \| \| Heloderma \| \| \| \| |
|  |                                                          |
|  | Lowesaurus                                               |
|  |                                                          |
|  | Heloderma                                                |
|  |                                                          |

|  | Lowesaurus |
|  |            |
|  | Heloderma  |
|  |            |

|  | Estesia                                                  |
|  |                                                          |
|  | \| \| Lowesaurus \| \| \| \| \| \| Heloderma \| \| \| \| |
|  |                                                          |
|  | Lowesaurus                                               |
|  |                                                          |
|  | Heloderma                                                |
|  |                                                          |

|  | Lowesaurus |
|  |            |
|  | Heloderma  |
|  |            |

|  | Estesia                                                  |
|  |                                                          |
|  | \| \| Lowesaurus \| \| \| \| \| \| Heloderma \| \| \| \| |
|  |                                                          |
|  | Lowesaurus                                               |
|  |                                                          |
|  | Heloderma                                                |
|  |                                                          |

|  | Lowesaurus |
|  |            |
|  | Heloderma  |
|  |            |

|  | Estesia                                                  |
|  |                                                          |
|  | \| \| Lowesaurus \| \| \| \| \| \| Heloderma \| \| \| \| |
|  |                                                          |
|  | Lowesaurus                                               |
|  |                                                          |
|  | Heloderma                                                |
|  |                                                          |

|  | Lowesaurus |
|  |            |
|  | Heloderma  |
|  |            |

|  | Estesia                                                  |
|  |                                                          |
|  | \| \| Lowesaurus \| \| \| \| \| \| Heloderma \| \| \| \| |
|  |                                                          |
|  | Lowesaurus                                               |
|  |                                                          |
|  | Heloderma                                                |
|  |                                                          |

|  | Lowesaurus |
|  |            |
|  | Heloderma  |
|  |            |

|  | Estesia                                                  |
|  |                                                          |
|  | \| \| Lowesaurus \| \| \| \| \| \| Heloderma \| \| \| \| |
|  |                                                          |
|  | Lowesaurus                                               |
|  |                                                          |
|  | Heloderma                                                |
|  |                                                          |

|  | Lowesaurus |
|  |            |
|  | Heloderma  |
|  |            |

|  | Estesia                                                  |
|  |                                                          |
|  | \| \| Lowesaurus \| \| \| \| \| \| Heloderma \| \| \| \| |
|  |                                                          |
|  | Lowesaurus                                               |
|  |                                                          |
|  | Heloderma                                                |
|  |                                                          |

|  | Lowesaurus |
|  |            |
|  | Heloderma  |
|  |            |

|  | Estesia                                                  |
|  |                                                          |
|  | Eurheloderma                                             |
|  |                                                          |
|  | \| \| Lowesaurus \| \| \| \| \| \| Heloderma \| \| \| \| |
|  |                                                          |
|  | Lowesaurus                                               |
|  |                                                          |
|  | Heloderma                                                |
|  |                                                          |

|  | Lowesaurus |
|  |            |
|  | Heloderma  |
|  |            |

|  | Estesia                                                  |
|  |                                                          |
|  | Eurheloderma                                             |
|  |                                                          |
|  | \| \| Lowesaurus \| \| \| \| \| \| Heloderma \| \| \| \| |
|  |                                                          |
|  | Lowesaurus                                               |
|  |                                                          |
|  | Heloderma                                                |
|  |                                                          |

|  | Lowesaurus |
|  |            |
|  | Heloderma  |
|  |            |